# زولت داني
زولت داني (بالمجرية: Dani Zsolt)‏ هو مجدف مجري، ولد في 4 أغسطس 1969 في سيجد في المجر.

## وصلات خارجية
- زولت داني على موقع الاتحاد الدولي للتجديف (الإنجليزية)
- زولت داني على موقع اللجنة الأولمبية الدولية (الإنجليزية)
- زولت داني على موقع أوليمبيديا (الإنجليزية)